# ШК Падерборн 07
Шпортклуб Падерборн 07 (на немски: SC Paderborn 07) или само Падерборн 07 е спортен клуб от град Падерборн, провинция Северен Рейн-Вестфалия, Германия. Клубните цветове са черно и синьо, а членовете му наброяват около 1000 души.

## Български футболисти
- Павел Дочев: 1995/2003 (129 мача - 13 гола)
- Веселин Геров: 1997-1998 (24-21), 2000-2001 (24-19), 2001-2004 (99-55)
- Антон Велков: 1997-2000
- Явор Вълчинов: 1999-2003 (118 мача/11 гола)
- Георги Донков: 2003-2005 (50 мача-11 гола)